# Match de football RFA – Autriche (1982)
Le match de football RFA contre Autriche a eu lieu le 25 juin 1982 à Gijón en Espagne pendant la coupe du monde 1982. Appelé quelquefois en France le « match de la honte », il est connu en allemand sous le nom de  « Nichtangriffspakt von Gijón » (le pacte de non-agression de Gijón) ou « Schande von Gijón » (la honte de Gijón).
C'est un match du premier tour opposant deux équipes du groupe 2. Il a été surnommé le match de la honte car son résultat a été mis en cause, certains observateurs dénonçant un accord passé entre les deux équipes pour pouvoir toutes deux se qualifier pour le second tour de la Coupe du monde au détriment de l'équipe d'Algérie.

## Contexte du match
La sélection de RFA (Allemagne de l'Ouest) est tête de série du groupe 2 du premier tour où elle est opposée à l'Algérie, au Chili et à l'Autriche. À la surprise générale, la Mannschaft trébuche en ouverture du groupe devant l'Algérie en perdant sur le score de 1-2. Ce résultat est historique car c'est la première fois qu'une équipe européenne perd face à une équipe africaine en coupe du monde. Avant le match, l'équipe ouest-allemande était pourtant sûre d'elle ; certains joueurs déclaraient ainsi que le cinquième but de l'Allemagne serait dédicacé au nouveau bébé d'un des joueurs, le sélectionneur Jupp Derwall ajoutant lui qu'en cas de défaite, il rentrerait au pays en train. Le lendemain, l'hebdomadaire sportif ouest-allemand Kicker Sportmagazin publia à sa une la photo du gardien ouest-allemand Harald Schumacher se prenant la tête à deux mains. De son côté l'Autriche bat le Chili (1-0).
Lors de la deuxième journée l'Allemagne de l'Ouest se ressaisit en écrasant le Chili (4-1) tandis que l'Algérie perd contre l'Autriche (0-2).
Le calendrier de la Coupe du monde 1982 décale systématiquement d'un jour tous les matchs d'un même groupe, afin de satisfaire au mieux les demandes des télévisions. Les deux matchs de la troisième et dernière journée de ce groupe 2 (il en est ainsi pour tous les groupes et toutes les journées) sont décalés de 24 heures. Le match Algérie-Chili est programmé le 24 juin à 17 h 15, celui entre l'Allemagne et l'Autriche le 25 juin à 17 h 15.

### Hypothèses
La compétition lors de cette dernière journée pourrait se résumer à une lutte à trois entre l'Autriche, la RFA et l'Algérie pour deux places qualificatives. Bien que dernier avec zéro point en deux matchs, le Chili n'est pas encore éliminé, mais ses chances de qualification apparaissent particulièrement minces : il doit en effet battre l'Algérie par au moins deux buts d'écart afin de devancer celle-ci à la différence de buts, puis espérer une nette victoire de l'Autriche contre l'Allemagne sur un score tel que la différence de buts générale devienne favorable aux Chiliens par rapport aux Allemands. L'Algérie et le Chili ont le désavantage de jouer en premier. Ce 24 juin, à la mi-temps de son match contre le Chili, l'Algérie mène 3-0, un score qui la met à ce moment-là dans une position très favorable : en maintenant le score jusqu'à la fin elle est qualifiée à moins que l'Allemagne de l'Ouest ne batte l'Autriche par un seul but d'écart sur un score minimum de 3 buts à 2 (un score qui aurait permis à l'Autriche, à égalité en différence de buts avec l'Algérie à +2, de lui passer devant grâce à une meilleure attaque ou au résultat du match entre les deux équipes). En marquant une quatrième fois et en s'imposant 4-0, l'Algérie aurait obtenu sa qualification sans avoir à se soucier du résultat de l'autre match à venir. Mais l'Algérie a encaissé deux buts en seconde mi-temps, frôlant même le match nul en fin de rencontre et s'imposant finalement de justesse 3-2. Dès lors les chances algériennes se réduisent car certains des scores fortement possibles entre Allemands de l'Ouest (obligés de gagner pour passer) et Autrichiens (qui peuvent passer même en perdant) qualifieraient ces deux dernières. En résumé : toute victoire allemande par un ou deux buts d'écart éliminerait l'Algérie. C'est donc soit une large victoire de la RFA (3 à 0 ou plus), ou soit au contraire une victoire de l'Autriche, ou soit un match nul, que l'Algérie doit espérer pour passer. 

### Résultat et comportements suspects
La RFA va assumer son statut de favori du groupe en finissant à la première place grâce à une victoire sur l'Autriche 1 à 0. Mais la façon dont se déroule le match éveille les soupçons d'une arrangement entre les deux équipes pour s'assurer aux deux la qualification. C'est l'avis de nombreux observateurs, spectateurs, téléspectateurs, commentateurs, journalistes notamment espagnols, allemands, autrichiens et algériens. L'arrangement supposé se base sur l'hypothèse d'une équipe d'Autriche craignant une large défaite éliminatoire, qui préfère ne pas tenter la victoire ou le nul qui lui donnait pourtant la première place du groupe, et qui laisse ainsi l'Allemagne gagner, en échange de quoi cette dernière lève le pied et se contente d'un petit score de 1 à 0. Les partisans du non-complot pensent plutôt qu'après son premier but précoce, la RFA préféra conserver ce score qui la qualifiait avec la première place du groupe assurée, en jouant à l'économie sans prendre le moindre risque sur le plan défensif, tandis que les Autrichiens, ne croyant déjà plus en leur victoire ou à un match nul, ont joué le même jeu pour ne pas risquer l'élimination à la différence de buts par l'Algérie, ce qui expliquerait la passivité du jeu. 

## Les chiffres du groupe II

### Résultats
| J1 16 juin | Allemagne de l'Ouest | 1 | 2 | Algérie  |
| J1 17 juin | Autriche             | 1 | 0 | Chili    |
| J2 20 juin | Allemagne de l'Ouest | 4 | 1 | Chili    |
| J2 21 juin | Autriche             | 2 | 0 | Algérie  |
| J3 24 juin | Algérie              | 3 | 2 | Chili    |
| J3 25 juin | Allemagne de l'Ouest | 1 | 0 | Autriche |

### Classement provisoire
Classement provisoire au cours de la dernière journée, après le match Algérie-Chili et avant le match RFA-Autriche :
|  |

### Classement final
| Classement final |                      |     |   |   |   |   |    |    |      |
|                  | Équipe               | Pts | J | G | N | P | BP | BC | Diff |
| 1                | Allemagne de l'Ouest | 4   | 3 | 2 | 0 | 1 | 6  | 3  | +3   |
| 2                | Autriche             | 4   | 3 | 2 | 0 | 1 | 3  | 1  | +2   |
| 3                | Algérie              | 4   | 3 | 2 | 0 | 1 | 5  | 5  | 0    |
| 4                | Chili                | 0   | 3 | 0 | 0 | 3 | 3  | 8  | -5   |

### Classements hypothétiques à l'issue de la dernière journée
- Classement si la RFA avait gagné par au moins trois buts d'écarts :

| Exemple, RFA-Autriche : 3 - 0 |                      |     |   |   |   |   |    |    |      |
|                               | Équipe               | Pts | J | G | N | P | BP | BC | Diff |
| 1                             | Allemagne de l'Ouest | 4   | 3 | 2 | 0 | 1 | 8  | 3  | +5   |
| 2                             | Algérie              | 4   | 3 | 2 | 0 | 1 | 5  | 5  | 0    |
| 3                             | Autriche             | 4   | 3 | 2 | 0 | 1 | 3  | 3  | 0    |
| 4                             | Chili                | 0   | 3 | 0 | 0 | 3 | 3  | 8  | -5   |

- Classement si la RFA avait fait match nul :

| Exemple, RFA-Autriche : 0 - 0 |                      |     |   |   |   |   |    |    |      |
|                               | Équipe               | Pts | J | G | N | P | BP | BC | Diff |
| 1                             | Autriche             | 5   | 3 | 2 | 1 | 0 | 3  | 0  | +3   |
| 2                             | Algérie              | 4   | 3 | 2 | 0 | 1 | 5  | 5  | 0    |
| 3                             | Allemagne de l'Ouest | 3   | 3 | 1 | 1 | 1 | 5  | 3  | +2   |
| 4                             | Chili                | 0   | 3 | 0 | 0 | 3 | 3  | 8  | -5   |

- Classement si la RFA avait perdu :

| Exemple, RFA-Autriche : 0 - 1 |                      |     |   |   |   |   |    |    |      |
|                               | Équipe               | Pts | J | G | N | P | BP | BC | Diff |
| 1                             | Autriche             | 6   | 3 | 3 | 0 | 0 | 4  | 0  | +4   |
| 2                             | Algérie              | 4   | 3 | 2 | 0 | 1 | 5  | 5  | 0    |
| 3                             | Allemagne de l'Ouest | 2   | 3 | 1 | 0 | 2 | 5  | 4  | +1   |
| 4                             | Chili                | 0   | 3 | 0 | 0 | 3 | 3  | 8  | -5   |

- Classement si l'Algérie avait gagné son match contre le Chili 3-0 et que la RFA avait battu l'Autriche sur le score de 4-3 :

| Class. si Algérie-Chili : 3 - 0 & RFA-Autriche : 4 - 3 |                      |     |   |   |   |   |    |    |      |
|                                                        | Équipe               | Pts | J | G | N | P | BP | BC | Diff |
| 1                                                      | Allemagne de l'Ouest | 4   | 3 | 2 | 0 | 1 | 8  | 5  | +3   |
| 2                                                      | Autriche             | 4   | 3 | 2 | 0 | 1 | 6  | 4  | +2   |
| 3                                                      | Algérie              | 4   | 3 | 2 | 0 | 1 | 5  | 3  | +2   |
| 4                                                      | Chili                | 0   | 3 | 0 | 0 | 3 | 1  | 8  | -7   |

## Le match RFA - Autriche

### Feuille de match
| 25 juin 1982 | Allemagne de l'Ouest | 1 – 0 | Autriche | El Molinón, Gijón                                       |                                                         |
| 17:15 CEST   | Hrubesch 11e         |       |          | Spectateurs : 41 000 Arbitrage : Bob Valentine (Écosse) | Spectateurs : 41 000 Arbitrage : Bob Valentine (Écosse) |
| 17:15 CEST   | (Rapport)            |       |          | Spectateurs : 41 000 Arbitrage : Bob Valentine (Écosse) | Spectateurs : 41 000 Arbitrage : Bob Valentine (Écosse) |

| RFA | Autriche |

| RFA :         |    |                       |     |
|               |    |                       |     |
| GK            | 1  | Harald Schumacher     |     |
| DF            | 2  | Hans-Peter Briegel    |     |
| DF            | 3  | Paul Breitner         |     |
| DF            | 4  | Karlheinz Förster     |     |
| DF            | 6  | Wolfgang Dremmler     |     |
| MF            | 7  | Pierre Littbarski     |     |
| FW            | 9  | Horst Hrubesch        | 68e |
| FW            | 11 | Karl-Heinz Rummenigge | 66e |
| MF            | 14 | Felix Magath          |     |
| MF            | 15 | Uli Stielike          |     |
| DF            | 20 | Manfred Kaltz         |     |
| Remplaçants : |    |                       |     |
| GK            | 21 | Bernd Franke          |     |
| GK            | 22 | Eike Immel            |     |
| DF            | 5  | Bernd Förster         |     |
| FW            | 8  | Klaus Fischer         | 68e |
| MF            | 10 | Hansi Müller          |     |
| DF            | 12 | Wilfried Hannes       |     |
| FW            | 13 | Uwe Reinders          |     |
| FW            | 16 | Thomas Allofs         |     |
| MF            | 17 | Stephan Engels        |     |
| MF            | 18 | Lothar Matthäus       | 66e |
| DF            | 19 | Holger Hieronymus     |     |
| Entraîneur :  |    |                       |     |
| Jupp Derwall  |    |                       |     |

| AUTRICHE :                   |    |                      |     |
|                              |    |                      |     |
| GK                           | 1  | Friedrich Koncilia   |     |
| DF                           | 2  | Bernd Krauss         |     |
| DF                           | 3  | Erich Obermayer      |     |
| DF                           | 4  | Josef Degeorgi       |     |
| DF                           | 5  | Bruno Pezzey         |     |
| MF                           | 6  | Roland Hattenberger  |     |
| FW                           | 7  | Walter Schachner     | 74e |
| MF                           | 8  | Herbert Prohaska     |     |
| FW                           | 9  | Hans Krankl          |     |
| MF                           | 10 | Reinhold Hintermaier | 32e |
| DF                           | 19 | Heribert Weber       |     |
| Remplaçants :                |    |                      |     |
| GK                           | 21 | Herbert Feurer       |     |
| GK                           | 22 | Klaus Lindenberger   |     |
| MF                           | 11 | Kurt Jara            |     |
| DF                           | 12 | Anton Pichler        |     |
| DF                           | 13 | Max Hagmayr          |     |
| MF                           | 14 | Ernst Baumeister     |     |
| MF                           | 15 | Johann Dihanich      |     |
| MF                           | 16 | Gerald Messlender    |     |
| MF                           | 17 | Johann Pregesbauer   |     |
| FW                           | 18 | Gernot Jurtin        |     |
| FW                           | 20 | Kurt Welzl           |     |
| Entraîneurs :                |    |                      |     |
| Felix Latzke & Georg Schmidt |    |                      |     |

### Déroulement
Au bout de onze minutes de jeu, Horst Hrubesch ouvre le score pour la RFA. Si le score en reste là, le résultat est  « gagnant-gagnant » pour les deux équipes. Dès lors, les joueurs vont se contenter de passes inoffensives jusqu'à la fin de la partie. Hormis quelques actions de l'Allemand Wolfgang Dremmler avec quelques offensives dangereuses et l'Autrichien Walter Schachner qui semble jouer un peu plus que les autres (il est averti à la 74e minute), il se passe peu de choses. Le public qui assiste à ce spectacle de « non-jeu » est d'abord stupéfait, puis ne tarde pas à manifester sa désapprobation. Des supporteurs algériens présents dans les tribunes brûlent des pesetas afin de signifier que le match a été acheté, tandis que de nombreux spectateurs espagnols agitent des mouchoirs blancs, geste traditionnel de protestation dans les stades du pays et adressent aux joueurs des deux équipes des cris de « fuera » qui signifie « dehors ». Un supporter algérien tente même d'entrer sur le terrain (mais en est empêché par la Garde civile espagnole). Le match est critiqué par de nombreux supporteurs ouest-allemands et autrichiens qui espéraient assister à un remake du match de poule du deuxième tour de la Coupe du monde 1978 où l’Autriche avait battu l'Allemagne 3-2 et du même coup privé cette dernière de pouvoir disputer le match pour la troisième place de cette coupe du monde ; un match qui fut surnommé « le Miracle de Cordoba », et qui fut la première victoire autrichienne sur l'Allemagne depuis 47 ans (1931). Un autre fan allemand brûle un drapeau allemand pour protester contre l'attitude de son équipe. 
De nombreux commentateurs qui couvrent le match à travers le monde, y compris le Britannique Hugh Johns (en) pour ITV, condamnent ce qui se passe en face d'eux. Michel Denisot qui commente le match pour TF1 avec Henri Michel est le premier à déclarer que il s'agit du « match de la honte » et prononce cette phrase : « on devrait retirer leurs licences à ces 22-là ». Pour protester contre l'attitude des deux équipes, les représentants de l'équipe d'Algérie quittent le stade. Le président de la Fédération algérienne de football, Hadj Sekkal, déclare que son pays dénonce la parodie de match qui s'est déroulé devant 50 000 spectateurs, que le public n'a même pas été respecté, que c'était vraiment dommage ; il accuse les deux équipes d'avoir porté un grand coup à l'éthique sportive.  
Le soir même du match, au cours de la retransmission, le commentateur allemand Eberhard Stanjek (de) dénonce sur l'antenne d'ARD l'attitude des deux équipes en restant muet pendant plusieurs minutes. Il déclare : « le jeu qu'on nous propose est honteux, tous les moyens ne sont pas bons ». Son collègue Armin Hauffe qui a commenté le match pour la radio ouest-allemande ajoute que la DFB, la fédération allemande, doit une explication au monde entier et que la honte qui entache la réputation du football dans ce stade de l'indignation est considérable. Le commentateur autrichien Robert Seeger (de) qui a commenté le match pour la chaîne de télévision autrichienne ORF a enjoint les téléspectateurs autrichiens à éteindre leur télévision (un fait unique dans l'histoire de la télévision autrichienne) et refusé de prononcer un mot au cours de la dernière demi-heure de la rencontre. 26 ans plus tard, dans une interview accordée au magazine allemand en ligne Spiegel Online, Seeger révèle qu'au cours de la retransmission, il a lâché « j'ai honte du jeu de cette équipe autrichienne car je ne comprends pas qu'ils soient si passifs dans le jeu pour qualifier les deux équipes ». Seeger confie également que certains joueurs autrichiens ont réclamé sa démission.

## Suite de la compétition pour les protagonistes
À l'issue de la partie, la RFA et l'Autriche se classent première et deuxième et se qualifient pour le second tour, tandis que l'Algérie, troisième, est éliminée. L'aventure pour l'Autriche s'arrête au tour suivant (défaite 1-0 contre la France et match nul 2-2 contre l'Irlande-du-Nord). L'équipe d'Allemagne termine en tête de sa poule du second tour (match nul 0-0 contre l'Angleterre et victoire 2-1 contre l'Espagne, puis match nul 0-0 entre l'Angleterre et l'Espagne) et se qualifie pour les demi-finales où elle joue contre la France un autre match controversé — la fameuse nuit de Séville —  se qualifiant finalement pour la finale aux tirs au but. Elle est battue en finale par l'Italie 3-1.

## Révélations et commentaires ultérieurs
Après le match, les protestations sont nombreuses. Un journal espagnol va jusqu'à appeler le match el Anschluß (« l'Anschluss »), en référence à l'annexion de l'Autriche par l'Allemagne nazie en 1938.
La presse internationale était révoltée, certains journaux parlaient plus tard d'un «  porno footballistique de mauvais goût » ou d'une « farce scandaleuse et intolérable ». La gazette espagnole El Comercio commentait le match sur la page où figurent en temps normal les faits divers. « Allemagne et Autriche - deux loques » écrivit même le quotidien sportif espagnol Marca le lendemain. Le match suscite également l'indignation en Allemagne de l'Ouest et en Autriche. Le bi-hebdomadaire allemand Kicker Sportmagazin s'est refusé à évaluer le match ou les joueurs : « Nous ne pouvons donner d'étoiles à aucun participant, car il n'y a pas eu de match de foot à Gijón. » sous le titre « Car ils ne savent pas ce qu'ils font » (Denn sie wissen nicht, was sie tun en allemand). La presse ouest-allemande était furieuse, le quotidien allemand Bild titra « Honte à vous ». Un autre journal ouest-allemand considéra que le triomphe de l'Allemagne de l'Ouest sur l'Autriche était plus honteux que la défaite ouest-allemande contre l'Algérie. Dans une interview accordée au journal ouest-allemand de référence  Die Welt, Willi Schulz, vice-champion du monde avec l'équipe ouest-allemande en 1966 et demi-finaliste en 1970, traita les deux équipes de « gangsters » et demanda à Hans Kindermann, alors président du Conseil de surveillance de la DFB, la fédération de football d'Allemagne de l'Ouest,  de tout mettre en œuvre afin que les joueurs allemands impliqués soient punis pour cet événement scandaleux. Plusieurs joueurs et dirigeants allemands expriment leur manque absolu de compréhension envers ces critiques véhémentes : l'entraîneur Jupp Derwall insiste sur le fait que l'équipe voulait se qualifier et non pas jouer au football, tandis que le jeune Lothar Matthäus déclare que seule la qualification compte. Quand des fans allemands s'étaient réunis devant l'hôtel des joueurs allemands pour protester, ces derniers leur lancèrent des bombes à eau depuis leurs balcons. Encore plus extraordinaires furent les commentaires du chef de la délégation autrichienne Hans Tschak : « Naturellement le match d'aujourd'hui a été joué tactiquement. Mais si 10 000 fils du désert voulaient déclencher un scandale dans le stade c'était juste pour montrer qu'ils avaient trop peu d'écoles. ». Le journal sportif français L'Équipe dira que les 22 acteurs de cette rencontre méritaient 22 cartons rouges et que les deux équipes ont volé 45 000 spectateurs et terni sérieusement leur réputation. La Fédération algérienne enverra un télex à la FIFA pour qu'elle disqualifie les deux équipes de la compétition, la FIFA répliquera que l'Allemagne avait tout à fait le droit de jouer la prudence et la sécurité. 
Malgré les nombreuses protestations, la FIFA a validé le résultat, mais le malaise engendré lui fit prendre conscience du problème posé par le décalage de programmation des matchs d'une dernière journée de poule. Elle prend alors la judicieuse décision qu'à compter de la prochaine coupe du monde tous les matchs de la dernière journée d'un même groupe se dérouleront simultanément, réduisant ainsi fortement les possibilités de calculs stratégiques. Un souhait de Franz Beckenbauer qui avait rejeté la faute sur le système et déclaré : « Il faut faire jouer les deux derniers matchs de chaque groupe le même jour et la même heure ». L'UEFA prendra la même décision à l'occasion du Championnat d'Europe de football 1984.
Le joueur du Bayern Munich, Wolfgang Dremmler déclara « ce qui compte c'est que nous avons gagné et que les mauvais matchs font partie des risques qu'encourent les spectateurs » tandis que l'attaquant autrichien Hans Krankl réagit de manière différente, il dira qu'il n'y a pas eu d'entente, que les Autrichiens ne voulaient juste pas se fatiguer et n'avaient pas le moral, que les Allemands devaient gagner mais qu'ils n'étaient pas bons non plus, qu'ils avaient peur puis Hrubesch a ouvert la marque, les Allemands étaient tellement contents. Ils ne savaient pas que les Autrichiens étaient exténués. Krankl, la star de l'équipe autrichienne, expliquera aussi qu'après la mi-temps, le joueur allemand Paul Breitner est venu les voir et leur a dit : « vous n'allez quand même pas chercher à égaliser. Nous avons réussi, nous avons réussi. C'est dans la poche. On a dit : OK ». Krankl ajouta qu'il comprenait que les spectateurs aient été indignés, surtout ceux qui étaient dans le stade, parce que ce jeu n'était vraiment pas beau à voir. Il est possible de faire tourner le ballon pendant cinq à dix minutes, mais à Gijón, c'était trop.
Au delà de l'existence d'un accord entre les deux équipes au cours du match, le doute plane toujours également sur la nature de celui-ci. Ainsi, en janvier 2007, le journal émirien Al-Ittihad publie un entretien avec l'un des joueurs allemands de l'époque, Hans-Peter Briegel, dans lequel celui-ci affirme que l'Allemagne avait bien triché, et présente ses excuses à l'Algérie. Il déclare cependant par la suite que ses propos ont été déformés, mais ces deux informations contradictoires suffisent à relancer la polémique. En fait, la contradiction dans les versions proposées par les différents acteurs porte sur l'existence d'un accord explicite entre les deux équipes. Ainsi, l'attaquant autrichien Walter Schachner, seul joueur autrichien qui semble avoir réellement essayé de marquer au cours du match (il prendra d'ailleurs un carton jaune en fin de rencontre pour avoir protesté contre une décision de l'arbitre écossais Bob Valentine), affirme que certains joueurs des deux équipes se sont mis d'accord à la mi-temps pour que le score n'évolue plus, lui-même n'ayant pas été averti. Il affirma en avoir entendu parler pour la première fois quand il s'est plaint auprès de son entraîneur de n'avoir reçu aucun ballon. Un autre acteur du match, le défenseur autrichien Bernd Krauss relativisa pour sa part le scandale expliquant que les deux équipes n'avaient pas besoin de passer un accord et qu'à 1-0 les joueurs des deux équipes ont commencé à faire les comptes et des passes en retrait, il révéla que seul Briegel et Schachner ont tenté d'accélérer le jeu, et tous les autres joueurs se demandaient : « Mais qu'est-ce qui leur arrive ? » En revanche, le gardien autrichien Friedrich Koncilia a expliqué qu'il n'y aurait eu besoin d'aucune discussion, l'attitude des deux équipes s'expliquant simplement par la situation favorable. C'est aussi l'opinion du patron de la défense allemande Karl-Heinz Förster qui nie l'existence d'un arrangement mais reconnaît qu'il y a eu dans la pratique comme un « pacte de non-agression » (das war ja ein Nichtangriffspakt) et exprime un peu de compréhension  à propos de la colère des supporteurs algériens. Forster avoua que le jeu ne pouvait pas être regardé au milieu de la seconde mi-temps. 
Le 26 février 2007, Hans Krankl avoua avoir honte de ce que l'Allemagne et l'Autriche ont fait aux Algériens, Krankl reconnait que la partie était extrêmement mauvaise mais jure que rien n'avait été convenu avant le match. L'unique buteur du match Horst Hrubesch ne voyait lui pas de raison de s’excuser même si « c'était vraiment moche comme spectacle ». Karl-Heinz Rummenigge, le capitaine allemand, réfute l'idée d'une triche, tandis que Manfred Kaltz dira que c'était assez comique.   
Pourtant, en 2008, lors de la cérémonie organisée par le tri-hebdomadaire de football algérien Le Buteur au cours de laquelle il décerna le titre de meilleur joueur algérien de l'année à Rafik Saifi, Harald Schumacher, l'ancien gardien ouest-allemand, reconnait en présence notamment de Rabah Madjer et Lakhdar Belloumi, que le match était truqué, il déclara que dans la vie, un jour ou l'autre, il fallait savoir reconnaître ses erreurs et demanda pardon à Mahieddine Khalef, (le sélectionneur algérien de l'époque) et à tout le peuple algérien et proposa l'organisation d'un match entre les équipes d'Algérie et de RFA qui avaient participé à cette coupe du monde 1982. 
En 2010, Lothar Matthäus dément toute entente entre les deux équipes expliquant que les deux avaient essayé de gagner sans faire cas de facteur extérieur et clame n'avoir jamais reçu d’instruction pour truquer le match et que cela n'était pas arrivé.
Le 18 décembre 2013, près de 32 ans après les faits, dans un entretien au journal arabophone algérien, Elkhabar erriadhi, l'ancien défenseur allemand Uli Stielike explique que la RFA voulait gagner par un seul but d'écart et que l'Autriche pouvait se qualifier en perdant sur le même score, il enchaîna en déclarant que ses coéquipiers voulaient battre l’Autriche par un score plus lourd et qu’ils étaient tout proches de rajouter un second but qui s’était écrasé sur le poteau. Au retour des vestiaires, il explique que le mot d’ordre était prudence et qu’ils préféraient attendre l’adversaire et procéder par contres mais que les Autrichiens ne voulaient pas attaquer, voilà ce qui explique selon lui la passivité du jeu et que ce n’était en aucun cas un complot contre l’Algérie. 
Le 30 juin 2014, le jour du huitième de finale de la Coupe du monde de la FIFA 2014 entre l'Allemagne et l'Algérie (victoire 2-1 de l'Allemagne), le quotidien Le Parisien interviewa l'ancien défenseur allemand Karl-Heinz Forster et l'ancien capitaine de la sélection algérienne Ali Fergani. Interrogé sur le match RFA-Autriche, Forster déclara qu'au départ il n'était pas prévu que ses coéquipiers se contentent de cette avance de 1-0, qu'ils n'ont pas conclu de pacte avec leurs adversaires et que c'est en début de seconde période que les Allemands savaient que ce score arrangeait les Autrichiens et les Allemands et qu'ils ont donc décidé de ne plus jouer à fond. Forster reconnait aussi que lui et ses coéquipiers sont allés vraiment trop loin et que pour les spectateurs c'était horrible et que si c'était à refaire il ne le referait pas. Forster avoue aussi que les Algériens lui ont fait de la peine. Forster ajoute que s'il croisait Rabah Madjer, il lui présenterait des excuses et que ce que les Allemands avaient fait à l'époque n'avait pas été correct. Fergani de son côté déclara que c'était le match de la honte, que lui et ses coéquipiers avaient regardé le match dans un bar, que des supporteurs espagnols et algériens avaient brûlé des billets pour dénoncer l'arrangement et que même s'il n'y a pas eu de réunion entre les hauts responsables des deux équipes il y a eu un accord tacite pour que le score reste à 1-0 en faveur de l'Allemagne.